# Маунтейн Амеріка Стедіум
33°25′35″ пн. ш. 111°55′57″ зх. д. / 33.426388888889° пн. ш. 111.9325° зх. д.
Маунтейн Амеріка Стедіум (англ. Moutain America Stadium) — відкритий стадіон для американського футболу, розташований на південному заході США на території кампусу Аризонського університету. у місті Темпе. Офіційна назва — Маунтейн Переклади Амеріка Стедіум, Дім Сан Девілз Університету штату Аризона. До 2023 року стадіон носив назву Сан Девіл Стедіум. Це домашня арена команди Сан Девілз, учасника конференції Pac-12. Стадіон може вмістити 53599 глядачів, що менше у порівнянні з піковим значенням 74869 у 1989 році. Натуральне покриття газону отримало назву Газон імені Френка Кушана честь колишнього тренера команди.. Стадіон було реконструйовано протягом 5 років на суму 304 мільйони доларів та відкрито у серпні 2019.
Стадіон приймав два щорічні студентські кубки: Фієста Боул з 1971 до 2006 років та Кактус Боул з 2006 до 2015 років.
Сан Девіл Стедіум був домашньою ареною Фінікс/Аризона Кардиналс з НФЛ між 1988 до 2005, коли Кардиналс переїхали на власний стадіон у Глендайлі. Стадіон був єдиною ареною для американського футболу у агломерації Фінікса до відкриття Стейт Фарм Стедіум.

## Будівництво та розвиток
Оригінальна місткість стадіону, збудованого у 1958 році, була 30 тисяч. Перша реконструкція у 1956 році підвищила її до 57722 місць. Додаткові трибуни додали у південну зону, ложі преси та під відкритим небом. Роком пізніше надбудували верхній ярус, що збільшило спроможність до 70311. У 1988 році додали ще 1700 місць. У південному секторі розташували Студентський атлетичний центр Карсона. У будівлі працює Спортивний департамент Університету штату Аризона.
| Роки      | Місткість |
| --------- | --------- |
| 2018–т.ч. | 53,599    |
| 2017      | 57,078    |
| 2016      | 56,232    |
| 2015      | 64,248    |
| 2014      | 65,870    |
| 2004–2013 | 71,706    |
| 1996–2003 | 73,379    |
| 1992–1995 | 73,473    |
| 1989–1991 | 74,865    |
| 1987–1988 | 70,491    |
| 1983–1986 | 70,021    |
| 1980–1982 | 70,330    |
| 1978–1979 | 70,311    |
| 1976–1977 | 57,722    |
| 1970–1975 | 50,300    |
| 1966–1969 | 41,000    |
| 1958–1965 | 30,450    |

У 2007 році інженери виявили, що бетонна основа почала прогинатися через іржу структурної сталі, яка підтримувала фундамент. Дизайнери та будівельники стадіону проігнорували потребу  гідроізоляції, посилаючись на те, що стадіон знаходиться у пустелі та не потребує гідрофобного бетону. Не розраховували зодчі і на використання прибиральниками та обслуговуючим персоналом машини високого тиску з хімікатами для миття сидінь і рядів стадіону після кожної гри чи події. Дизайнери 1958 року проектували стадіон для кількох ігор у суботу та подій коледжу протягом року та не передбачали, що на ньому гратиме професійна команда Національної футбольної ліги, ареною значущої кубкової гри студентського спорту та багатьох концертів, як і стрімке зростання агломерації упродовж останніх 50 років. Через ці фактори стадіон потерпав від надлишку вологи. План ремонту стадіону оцінили в 45 мільйонів доларів до 2010 року..
Правники дозволили Комісії регентів Аризони взяти під контроль сектор власності університету та збирати дохід з місцевих бізнесів. Гроші з абонентської плати спрямовувалися на фінансування реноваційних проєктів спортивних споруд університету. Планувалося зібрати 300 мільйонів гривень, щоб почати роботи з реновації протягом 2-5 років (2012-2015).
У квітні 2012 Сан Девілз Атлетік розкрила план реновації стадіону на 300 мільйонів доларів, який зменшував місткість стадіону до 55-60 тисяч місць, як і додавання дерну на футбольне поле та затінення даху тканиною Від початкового плану накриття стадіону дахом довелося відмовитися заради зниження витрат. У жовтні 2013 року Сан Девіл Атлетік оголосив про вилучення 5700 сидінь на верхньому ярусі північного сектору,, що знизило місткість перед сезоном 2014 до 65870 осіб На час реконструкції Сан Девілз Стедіум щорічна гра Кактус Боул відбувалася на сусідньому Чейз-Філд.
Реконструкція мала складатися з трьох фаз, які відбувалися б під час міжсезонної перерви, щоб команди не шукали тимчасове поле для гри на період будівництва. Початкові плани передбачали завершення робіт до сезону 2017 року, але зміни до розкладу відклали повне завершення до 2019 року
- Фаза 1 (2015). Демонтовані секції верхнього ярусу. Сходи позаду піденного краю замінили сталевими та бетонними структурами.
- Фаза 2 (2016). Західна частина нижньої чаші і рівня лож знесені та реконструйовані. Розпочалося будівництво спортивної споруди на півночі стадіону.
- Фаза 3 (2017). Завершення будівництва споруди та встановлення нового відеоекрану над північною зоною.
- Фаза 4 (2018). Перебудова східної частини нижньої чаші[4]
- Фаза 5 (2019): Завершення робіт у клубних зонах.[5]

Апгрейди включали нову дошку для ведення рахунку, яка на момент встановлення займала восьме місце серед найбільших у студентському американському футболі на момент встановлення. Також вона ширша за встановлену на Аризона Стедіум, домашній арені головного супротивника Аризона Вайлдкетс з [[Університет Аризони|університету Аризони На півночі стадіону розташувалася Coca-Cola Sun Deck, невелика сцена без сидячих місць.. Також було утворено 365 ASU Community Union для використання стадіону поза американським футболом - концертів, кінопоказів, йоги та громадських заходів.
2 серпня 2023 року університет оголосив, що Маунтейн Амеріка Кредіт Юніон отримала права на назву стадіону протягом 15 років, що відтепер має назву "Маунтейн Амеріка Стедіум, дім Сан Девілс Університету штату Аризона" 

## Студентський американський футбол
Першу гру стадіон прийняв 4 жовтня 1958 року. Аризона Стейт перемогла Західний Техас 16-13.
21 вересня 1996 року ігрове поле отримало назву "Газон імені Френка Куша" на честь Френка Куша|видатного тренера команди університету. Тієї ночі аризонці розгромили Небраску всуху 19-0. Куш очолив команду у рік відкриття Сан Девіл Стедіум; відобразившм зростання команди та подвоєння місткості стадіону за 21 рік його роботи. Найбільша відвідуваність арени у часи студентського футболу – 80470 глядачів – зафіксована під час Фієста Боул 1999 року, де Теннессі Волантірс перемогли Флоріда Стейт Семінолс 23-16 4 січня 1999, оформивши національне чемпіонство.
Сан Девіл Стедіум приймав Фієста Боул з 1971 до 2006. Протягом сезонів 1998 та 2002 Фієста Боул співпадав з Національною чемпіонською грою.
Кактус Боул (раніше відомий як Буффало Ред Вінгс, Інсайт та Коппер Боул) переїхали до Сан Девіл Стедіум з Чейз-Філд у 2006 році після того, як Фієста Боул релокувалася до щойно відкритого Стейт Фарм Стедіум у Глендайлі.

## Професійний футбол
Перша професійна гра на стадіоні – передсезонний матч НФЛ між Нью-Йорк Джетс та Міннесота Вайкінгс відбулася у 1975. Національна футбольна ліга повернулася сюди у 1987 році передсезонною грою Грін Бей Пекерс та Денвер Бронкос.
Сан Девіл Стедіум став домашньою ареною Аризона Вранглерз/Аризона Аутлоус з Футбольної ліги протягом 1983-1985 років.
Арена стала стадіоном НФЛ у 1988, коли Сент-Луїс Кардиналс переїхали на захід до Аризони та стали Фінікс Кардиналс. У 1994 році вони змінили назву на Аризона Кардиналс. Першу гру на стадіоні 12 вересня 1988 Кардиналс програли Даллас Ковбойс 17-14. У наступній грі вони обіграли чинного володаря Супер Боула Вашингтон Редсккінз. Першочергово Кардиналс мали грати на стадіони тимчасово, поки триватиме будівництво стадіону у Фініксі. Однак економічна криза зняла ці плани на постійний стадіон, тому Кардиналс затрималися у Темпе на 18 років. Останнім часом вони дратувалися через оренду стадіону коледжу, що на їх думку, позбавляло дохідних трансляцій на відміну від інших команд ліги. 18 років став найдовшим строком оренди студентського стадіону з моменту формування [[Американська футбольна ліга|Американської футбольної ліги у 1960 році.
У 1996 році стадіон приймав Супер Боул XXX, у якому Ковбойс здобули п’ятий трофей Вінса Ломбарді, завдавши поразки Піттсбург Стілерс 27-17 на очах 76347 глядачів.

Панорамний вигляд стадіону під час рідкісної денної гри зі східної трибуни у напрямку ложі преси

27 жовтня 2003 року гра Monday Night Football між Сан-Дієго Чарджерс та Маямі Долфінс переїхала на стадіон Сан Девіл через лісову пожежу у околицях Сан-Дієго та необхідність перетворити Куалкомм Стедіум на евакуаційний хаб. Квитки зробили безкоштовними і юрба спостерігала перемогу Долфінс 26-10. Це була перша гра у понеділок на арені за 4 роки.
Кардиналс завершили оренду Сан Девіл стедіум перемогою над Філадельфія Іглс на Різдво 2005 року. Підсумок за 18 років – 64-80 (.44), найкращий показник удома 5-3 команда досягала 4 рази у 1994, 1996, 1998 та 2004 роках.
Сан Девіл Стедіум був найспокійнішим незалежно від результатів Кардиналс. Домашні матчі команди не розпродуваалися повністю, що дозволяло б їх транслювати їх у місцевому етері у відповідності до тогочасної політики блекаутів. Деякі фани, присутні на стадіоні, переважно вболівали за гостьову команду, створюючи ефект домашньої гри на виїзді. Ця ситуація найбільш характерна для фанатів Даллас Ковбойс, які перебували у одному дивізіоні з Кардиналс (НФК Схід допоки Кардиналс не перемістили до західного дивізіону у 2002 році та «де-факто) створювали перевагу домашнього поля у їх щорічній грі у Темпе. Певний відсоток населення проживають тут узимку, а решту року в іншому місці, а більшість постійних мешканців штату виросли у інших штатах або мають коріння поза ним.. У 2005 році, наприклад, усі домашні матчі за винятком поєдинку з Фортинайнерс на Естадіо Ацтека у Мехіко не забезпечили аншлагу та не демонструвалися на місцевому ТБ.
На стадіоні Рада регентів Аризони та адміністрація Темпе встановили обмеження продажу алкоголю. Стадіон не міг продавати міцні напої будь-де окрім секцій під відкритим небом та тестових нерегулярних продажів у визначених місцях, що стало причиною довготривалих диспутів між школою та Кардиналс, включно з дискусіями про виручку від алкоголю та рекламою на фоні зниження продажів.
У 2006 році Кардиналс переїхалі з Сан Девіл Стедіум на Стейт Фарм Стедіум у іншому передмісті Фінікса, Гледайлі, який розташований на протилежному від Темпе кінці агломерації (тренувальна база Кардиналс знаходиться у Темпе). Новий стадіон забрав до себе Фієста Боул приймав перший автономний чемпіонський поєдинок у січні 2007 року.
Стадіон приймав ігри нової професійної футбольної команди Аризона Хотшотс. Команда почала виступи у Альянсі американського футболу у лютому 2019 року, але вже у квітні 2019 року ліга припинила існування.

## Візит Папи Римського
14 вересня 1987 року Фінікс у рамкахз свого туру Сполученими Штатами відвідав Папа Римський Іван Павло II. У Темпе він провів святу месу для 75 тисяч глядачів на стадіоні Сан Девіл Стедіум. З цієї нагоди на стадіоні прибрали або закрили будь-які зображення та текстові згадки про команду і талісмана.

## Локація у культурі
На стадіоні Сан Девіл Стедіум знімали наступні фільми
- 1976: Зірка народилась з Барбарою Стрейзанд та Крісом Крістоферсоном[23]
- 1980: Вживані автомобілі
- 1982: Let's Spend the Night Together The Rolling Stones
- 1987: ‘’Виховуючи Аризону’’ братів Коен[24]
- 1988: Концертний фільм U2 Rattle and Hum (19-20 грудня 1987)
- 1996: Джеррі Магуайер.

У телебаченні стадіон фігурував у кінцевому епізоді The Amazing Race 4 (2003) та The U серіалу 30 подій за 30 років на телеканалі ESPN